# ヴィンセント・サフラネク
ヴィンセント・フランク・サフラネク（Vincent Frank Safranek、1867年3月24日 - 1955年9月7日）は、チェコ・ボヘミア生まれのアメリカ合衆国の指揮者、作曲家、編曲家。

## 来歴
2歳のときに家族とともにアメリカに移住し、母国のプラハ音楽院で学んだ後、モンタナ州フォート・ミズーラのアメリカ陸軍第25歩兵連隊（25th Infantry Regiment）軍楽隊の楽長となり1930年まで指揮者を務めた。行進曲やワルツなどの作曲の他、ニューヨークの楽譜出版社カール・フィッシャーの主任編曲者として数多くの吹奏楽編曲を出版している。

## 主要作品

### 吹奏楽曲
- アトランティス組曲
- ドン・キホーテ組曲

### 吹奏楽編曲
- ベルリオーズ：序曲『ローマの謝肉祭』
- ビゼー：『カルメン』セレクション
- ブラームス：大学祝典序曲
- シャブリエ：狂詩曲『スペイン』
- ドヴォルザーク『ユモレスク』、『交響曲第9番』第2楽章、『スラヴ舞曲第3番』
- エロルド：歌劇『ザンパ』序曲
- ロッシーニ歌劇『セミラーミデ』序曲
- スメタナ：歌劇『売られた花嫁』序曲
- チャイコフスキー：交響曲第4番 ヘ短調 終楽章
- トマ：歌劇『レーモン』序曲
- ヴェルディ：歌劇『シチリア島の夕べの祈り』序曲
- ワーグナー：「タンホイザー」序曲
- ウェーバー：『オイリアンテ』序曲

他多数。

## 著作
- Guide to Harmony (in collaboration with Charles H. Leach)
- Complete Instructive Manual for Bugle, Trumpet and Drum